# توم دويل
توم دويل (بالإنجليزية: Tom Doyle)‏ (30 يونيو 1992 بنيوزيلندا - ) هو لاعب كرة قدم نيوزلندي في مركز الدفاع. شارك مع منتخب نيوزيلندا لكرة القدم. أما مع النوادي، فقد لعب مع تيم ويلينغتون ونادي أوكلاند سيتي ونادي ويلينغتون فينيكس وميرامار رينجرز ‏ وWellington Phoenix FC Reserves ‏.

## وصلات خارجية
- توم دويل على موقع الاتحاد الدولي (مؤرشف)  (الإنجليزية)
- توم دويل على موقع قاعدة بيانات كرة القدم.إي يو (الإنجليزية)
- توم دويل على موقع ناشيونال فوتبول تيمز (الإنجليزية)
- توم دويل على موقع Soccerway.com (الإنجليزية)
- توم دويل على موقع عالم كرة القدم.نت (الإنجليزية)